# Ramón IV Garcerán de Pinos, Barón de San Jaime
Barón de San Jaime, Garcerán de Pinós, Ramón IV, también llamado Garcerán IV "el viejo". Falleció, en Bagá, en el año 1277. Miembro de la Casa de Garcerán de Pinós, noble linaje catalán originario de la Cerdaña y del Bergadá. Participó en la conquista de Mallorca.
Barón de San Jaime, Barón de Pinós, Vallmanya, Tàrrega, Gaiá, el Espá, Gósol, Saldes, Quer Foradat, Llo, Gisclareny, Alguaire, Albesa, Lillet, la Guardia, Talteüll y Fórnols. Señor de los castillos de Josa, San Martín los Castillos, Cava, Ansovell y Queralt

## Biografía
El primer miembro del linaje “Garcerán de Pinós” fue Mir Riculf (m. 1068), uno de los nueve barones de la fama, también conocidos como Los Nueve Caballeros de la Tierra, barones de la tierra catalana, con el afán de reconquistar los territorios ocupados por los sarracenos. Su hijo, Garcerán de Pinós (1068-1117) trasladó su sede al castillo de Bagà.[cita requerida]
La baronía de Pinós fue una jurisdicción señorial que desde el siglo XI perteneció a la Casa de Garcerán de Pinós, ubicada en el Condado de Cerdaña, concretamente en el pagus de Berga.
Entre sus descendientes destacan 
1. Pedro Luis Garcerán de Borja, marqués de Navarrés, Virrey y Capitán General de los Reinos de Tremecén, Ténez, Orán y Mazarquivir. Biznieto del papa Borja Alejandro VI. Decimocuarto y último Gran Maestre de la Orden de Montesa (Segorbe, 1528 - Barcelona, 20 de marzo de 1592), noble español. 
Garcerán era hijo del tercer Duque de Gandía y su segunda esposa, Francisca Garcerán de Castro y Pinós, hija del vizconde de Evol, de forma que fue hermanastro de san Francisco de Borja. Fue nombrado el 26 de diciembre de 1556 virrey y capitán general de los reinos de Tremecén, Túnez, Orán y Mazalquivir, y en 1557 el rey le hizo marqués de Navarrés.
2. Gaspar Garcerán de Pinós y Castro, conde de Guimerá, vizconde de Evol, de Alquel, Foradat, Illa, Canet y Ausbell, y las baronías de la Roca, Fréscano, Fraella, Vicien, Albero y otras. (n. Barcelona, 15 de noviembre de 1584 - Zaragoza, 15 de julio de 1638), historiador y anticuario español. Hijo de Felipe Garcerán de Castro, Vizconde de Evol, Illa y Canet, y de Ana de Aragón y de Borja, hija de los duques de Villahermosa Martín de Gurrea y Aragón y Luisa de Borja y Aragón. Pretendió sucesión en los ducados de Villahermosa y de Luna, Baronías de Areños, Pedrola, Torrellas y otras, así como ser cabeza de la antigua y noble Casa de Garcerán de Pinós.
3. José Garcerán de Pinós y Perapertusa, marqués de Santa María de Barberá (1626-1680). Por parte materna estaba emparentado con los Perapertusa y con la familia noble de Perpiñán, de los Blan. Prestó servicios a la causa catalana a partir del período revolucionario de 1640, acompañó Pau Claris cuando éste fue a Sant Feliu de Llobregat. Participó en la Batalla de Montjuic (1641).

## Barones de Pinós
- Miró Ricolf de Pinós
- Garcerán de Pinós
- Garcerán II de Pinós
- Ramón Garcerán de Pinós
- Garcerán III de Pinós
- Garcerán IV de Pinós
- Pedro I Garcerán de Pinós
- Pedro II Garcerán de Pinós
- Garcerán V de Pinós
- Pedro III Garcerán de Pinós
- Bernardo I Garcerán de Pinós
- Bernardo II Garcerán de Pinós
- Garcerán V de Pinós
- Felipe I Garcerán de Pinós

La baronía pasó a manos de los condes de Lerín y los Álvarez de Toledo, duques de Alba de Tormes.